# Hireuda, Channagiri
Hireuda là một làng thuộc tehsil Channagiri, huyện Davanagere, bang Karnataka, Ấn Độ.